# باشگاه فوتبال کارلسروهه
باشگاه فوتبال کارلسروهه (به آلمانی: Karlsruher SC) یک باشگاه فوتبال در شهر کارلسروهه در کشور آلمان است.
این باشگاه در ۶ ژوئن ۱۸۹۴ تأسیس شده‌است.